# Marco Castelli
Pour les articles homonymes, voir Castelli.
Marco Castelli (né le 7 juin 1990 à San Cataldo) est un top model  italien. Il est actuellement le seul modèle italien de Chanel.

## Biographie
Né à San Cataldo, dans la province de Caltanissetta. Fils de Domenico et Elena, artisans du fer, il a vécu près de vingt ans avec sa famille à Porto Empedocle, dans la province d'Agrigente, où il a passé son adolescence et s'est lancé dans le monde du travail en menant diverses activités. À seulement 14 ans, il travaille comme soudeur en compagnie de son grand-père Calogero Maria mais se consacre également au sport: il joue au football et pratique le kick boxing. En 2010, il est diplômé en services commerciaux et touristiques de l'Institut professionnel local "Nicolò Gallo". Il est le quatrième de cinq enfants, Enza, Gerlando, Luca et Gessica.

## Carrière
Marco Castelli a commencé sa carrière de mannequin à vingt ans, lorsqu'il était sauveteur en Sicile et a choisi de participer à un casting pour la marque de vêtements de la famille Benetton. Après avoir été sélectionné, il a fait ses débuts à Palerme sur le podium de United Colors of Benetton.
Après le lycée, il s'installe à Milan. Après six mois, il signe son premier contrat avec la marque Gianfranco Ferrè pour une campagne de publicité pour des vêtements et des lunettes.
En 2011, il part pour la première fois à l'étranger, en Suède, puis part pour les podiums des maisons de couture new-yorkaises. il retourne par la suite à Milan et participe aux campagnes de publicité de C.P. Société et Corneliani.
En 2012, il est le protagoniste des éditions italiennes de Cosmopolitan et de L'Uomo Vogue. En Asie, en 2013, il a passé neuf mois entre Pékin et Shanghai, où il a posé pour des marques chinoises et a été un modèle pour Ermenegildo Zegna. De Tokyo, au Japon, il travaille pour Sony et pour la boutique Aspesi d’Omotesando. Il porte les vêtements de marque de Bottega Veneta qui travaillent depuis l'intérieur du siège pour le lookbook 2014. La même année, il a signé le contrat d'ambassadeur du New Yorker OVVO Optics pour quatre ans et s'est établi sur la scène internationale en défilant lors de la Fashion Week de New-York.
Marco Castelli travaille à Los Angeles pour John Varvatos; à Miami, il pose pour le magazine Flaunt; promeut les collections de Giuseppe Zanotti, Fratelli Rossetti. Il défile sur le podium pour des clients internationaux tels que Philipp Plein et pose pour la couverture de l'American Salon d'avril 2015.
Mais Marco Castelli ne s'arrête pas aux défilés, ce dernier a l’inspiration pour créer ses propres vêtements, des collections uniques. Ainsi est née en 2016 Marco Castelli Collection, une ligne de vêtements pour hommes, proposée immédiatement par la couverture du magazine américain FSHN.
En mars 2017, il fait la couverture du TMN Magazine et, en 2018, Marco Castelli est le visage de la campagne de médias sociaux du groupe Fendi & Safilo au Festival de Cannes. En décembre, à Paris, il pose pour une publicité du parfum Bleu de Chanel, devenant le premier modèle italien de la maison de couture parisienne.
À partir de mars 2019, c'est le référent mondial de Breitling, la marque de montres de luxe suisse raffinée.
Après une rencontre fortuite dans les rues de Milan, il fut choisi comme designer par la famille royale Al Thani du Qatar, en collaboration avec l'école de l'université Virginia Commonwealth.
En avril 2019, il ouvre le premier magasin temporaire de la gamme Marco castelli Collection à Doha.
Le 23 septembre 2019, il organisa un dîner de gala de charité dans son pays natal au pied de la Vallée des Temples et l'appela le gala du cœur, de nombreux invités, dont le mannequin et chanteur Sam Way, l'actrice Melania Dalla Costa, médecin physicien philanthropique et l'artiste Adam Shulman et d'autres invités importants, y compris des représentants des Nations Unies

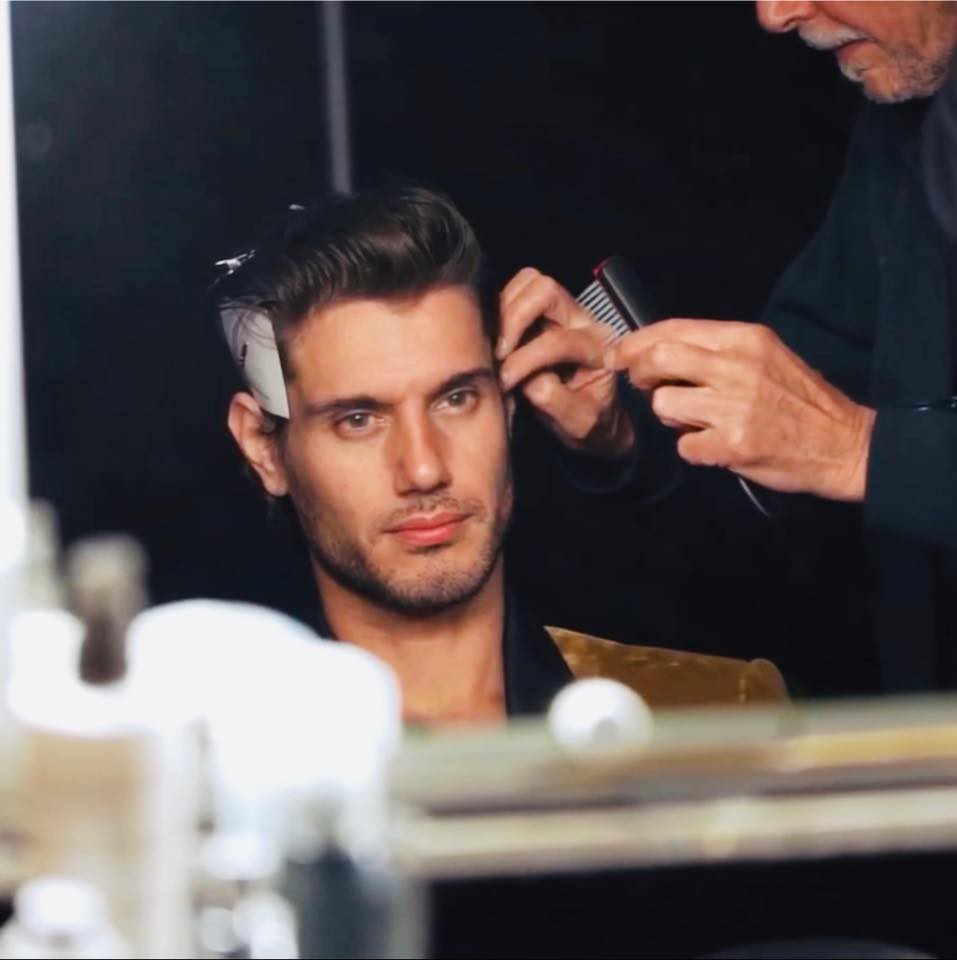
Marco Castelli à Paris en 2020, se faisant coiffer pour une campagne mondiale de la société Jean Louis David.

## Prix et récompenses
- A été sélectionné dans le classement 2015 des meilleurs modèles par le portail models.com [11].
- Le 17 août 2018, il a reçu une plaque sur les mérites internationaux des réalisations internationales de la municipalité de Porto Empédocle [12].

## LIen externe
- https://www.chanel.com/us/fragrance/bleu-de-chanel-beard-grooming-essentials/
- (it) Federica Barbadoro, « Doha ad occhi aperti, l'empedoclino Marco Castelli : "Sapevo di farcela" », sur agrigentonotizie.it, 18 mai 2019 (consulté le 25 décembre 2023)
- (it) « Cena di gala dello stilista agrigentino Marco Castelli anche a scopo benefico », sur La Sicilia, 25 septembre 2019 (consulté le 25 décembre 2023)
- (en) « Italian Designer Marco Castelli Speaks About His Experience  Creating Iconic Bicolor Coats for the Qatari Clients. », sur llqlifestyle.com via Internet Archive, 29 août 2020 (consulté le 25 décembre 2023)